# Aimer à mort
Aimer à mort is een nummer van de Franse zangeres Louane uit 2021. Het is de derde single van haar derde studioalbum Joie de vivre.
"Aimer à mort" gaat over een meisje dat haar ware liefde verklaart aan haar vriend, en, zoals de titel al doet vermoeden, tot aan haar dood van hem zal blijven houden. Het nummer bereikte slechts de 78e positie in Frankrijk, maar desondanks werd het wel een grote radiohit in de zomer van 2021. In Waalse Ultratop 50 was de plaat succesvoller dan bij de zuiderburen met een bescheiden 41e positie.

## Tracklijst
Muziekdownload
1. "Aimer à mort" - 2:56